# Cătălin Predoiu
Cătălin Marian Predoiu (Bodzavásár, 1968. augusztus 27. –) román ügyvéd és politikus, 2023 óta a román kormány belügyminisztere a Ciolacu 1 és 2, valamint a Bolojan-kormányokban. Korábban igazságügyi miniszter volt a Tăriceanu-kormányban (2008. február 29-től), a Boc-kormányokban (2008. december 22-től 2012. április 27-ig), a Mihai Răzvan Ungureanu-kormányban, majd a Ludovic Orban- és a Ciucă-kormányban.
Ideiglenes miniszterelnök volt Emil Boc miniszterelnök 2012. február 6-i lemondása és az Ungureanu-kormány három nappal későbbi beiktatása közötti időszakban, majd a Ciucă- és a Ciolacu-kormányok közötti átmeneti időszakban további három napig, majd Ciolacu miniszterelnök 2025-ös lemondása után és Ilie Bolojan kormányának beiktatásáig.
Ő az egyetlen miniszter, aki öt egymást követő kormányban is megtartotta tisztségét. 2025. február 12-től a Nemzeti Liberális Párt ideiglenes elnöke.
Marcel Ciolacu 2025. május 6-i lemondását követően 2025. június 23-ig ismét Predoiu volt a megbízott miniszterelnök.